# Zvonko Živković
Zvonko Živković (srb. Звонко Живковић, ur. 31 października 1959 w Belgradzie) – serbski piłkarz grający na pozycji ofensywnego pomocnika.

## Kariera klubowa
Karierę piłkarską Živković rozpoczął w klubie FK Zemun. W 1977 roku przeszedł do Partizana Belgrad. W sezonie 1978/1979 zadebiutował w jego barwach w pierwszej lidze jugosłowiańskiej i od czasu debiutu grał w podstawowym składzie Partizana. Swój pierwszy sukces z tym klubem osiągnął w 1983 roku, gdy wywalczył z nim swój pierwszy tytuł mistrzowski. Z kolei w 1986 roku po raz drugi i ostatni został mistrzem Jugosławii. Od 1978 do 1986 roku rozegrał w barwach Partizana 187 meczów ligowych i zdobył 58 goli.
Latem 1986 roku Živković przeszedł do portugalskiej Benfiki Lizbona. Pełnił w niej rolę rezerwowego i rozegrał 8 meczów w lidze portugalskiej. W 1987 roku wywalczył mistrzostwo Portugalii oraz zdobył Puchar Portugalii.
W 1987 roku Živković został piłkarzem Fortuny Düsseldorf. Po roku gry w drugiej lidze niemieckiej odszedł do Cercle Dijon. Przez 3 lata grał w drugiej lidze Francji i w 1991 roku zakończył karierę piłkarską.
| Sezon   | Klub               | Kraj       | Rozgrywki             | Mecze | Bramki |
| ------- | ------------------ | ---------- | --------------------- | ----- | ------ |
| 1977/78 | Partizan Belgrad   | Jugosławia | Prva liga Jugoslavije | 0     | 0      |
| 1978/79 | Partizan Belgrad   | Jugosławia | Prva liga Jugoslavije | 24    | 4      |
| 1979/80 | Partizan Belgrad   | Jugosławia | Prva liga Jugoslavije | 29    | 2      |
| 1980/81 | Partizan Belgrad   | Jugosławia | Prva liga Jugoslavije | 32    | 14     |
| 1981/82 | Partizan Belgrad   | Jugosławia | Prva liga Jugoslavije | 31    | 8      |
| 1982/83 | Partizan Belgrad   | Jugosławia | Prva liga Jugoslavije | 23    | 9      |
| 1983/84 | Partizan Belgrad   | Jugosławia | Prva liga Jugoslavije | 12    | 6      |
| 1984/85 | Partizan Belgrad   | Jugosławia | Prva liga Jugoslavije | 12    | 3      |
| 1985/86 | Partizan Belgrad   | Jugosławia | Prva liga Jugoslavije | 24    | 12     |
| 1986/87 | SL Benfica         | Portugalia | Primeira Liga         | 8     | 0      |
| 1987/88 | Fortuna Düsseldorf | RFN        | 2. Bundesliga         | 20    | 4      |
| 1988/89 | Cercle Dijon       | Francja    | Ligue 2               | 32    | 10     |
| 1989/90 | Cercle Dijon       | Francja    | Ligue 2               | 20    | 4      |
| 1990/91 | Cercle Dijon       | Francja    | Ligue 2               | 27    | 3      |

## Kariera reprezentacyjna
W reprezentacji Jugosławii Živković zadebiutował 17 listopada 1982 roku w wygranym 1:0 meczu eliminacji do Euro 84 z Bułgarią. Wcześniej w tym samym roku został powołany przez selekcjonera Miljana Miljanicia do kadry na Mistrzostwa Świata w Hiszpanii, gdzie był rezerwowym. Od 1982 do 1985 roku rozegrał w kadrze narodowej 5 meczów i strzelił 2 gole.

## Kariera trenerska
Po zakończeniu kariery Živković został trenerem. W latach 2005–2006 był selekcjonerem reprezentacji Serbii U-19, z którą dotarł do półfinału Mistrzostw Europy U-19 w 2005 roku w Irlandii Północnej.